# すばる (企業)
株式会社すばるは千葉県鎌ケ谷市にある図書館業務を受託する企業である。以前はすばる書店や多田屋（ただや）を経営していた。

## 図書館事業
千葉県鎌ケ谷市と流山市の市立図書館の業務請負を行っている。
- 鎌ケ谷市立図書館 - 業務委託（2005年 -）
- 流山市立図書館
  - 流山市立木の図書館 - 指定管理者（2012年4月1日 - 2022年3月31日）[2][3]
  - 流山市立森の図書館 - 指定管理者（2013年4月1日 - 2023年3月31日）[4][5]
  - 流山市立おおたかの森こども図書館 - 指定管理者（2015年4月1日 - 2025年3月31日、NOAS Fグループの構成団体として）[6][7][8]

## 沿革
- 1976年4月2日 千葉県千葉市都賀 (現千葉市若葉区都賀)に村上商事として設立
- 1987年3月 カルチュア・コンビニエンス・クラブのフランチャイズに加盟
- 1987年5月 本社を鎌ヶ谷市に移転
- 1988年12月 社名をすばるに変更
- 1991年3月 明響社のフランチャイズに加盟
- 1996年8月 本社ビルを建設して現在地に移転
- 2005年5月 資本金を無償減資し1000万円とした。この時点で日本出版販売グループが66.7パーセントの株式を所有していた[9]
- 2005年7月　オンデーズのフランチャイズに加盟
- 2005年9月 株式会社多田屋を子会社化
- 2009年3月1日 株式会社多田屋を吸収合併
- 2010年5月 前代表取締役社長村上研一が退任し、顧問に就任
- 2015年3月 社名を株式会社すばる販売に変更、また新設分割により株式会社すばる（2代）を設立
- 2015年4月 共同株式移転により、株式会社すばるが株式会社BSM（現NICリテールズ株式会社）の完全子会社となる
- 2016年3月 株式会社すばる販売が日本出版販売株式会社に吸収合併
- 2017年3月 株式会社すばるの会社分割により株式会社すばる商会、株式会社すばる図書館サービスを設立
- 2017年4月1日  同じくCCCのフランチャイズ事業を行っている株式会社ブラスメディアコーポレーションに株式会社すばるが吸収合併され、ブラス株式会社となる。同日株式会社すばる図書館サービスが株式会社すばる（3代）に商号を変更。
- 2018年9月  株式会社すばる商会が日本出版販売株式会社に吸収合併。

## 旧会社概要

### すばる
1976年6月に都賀駅前にすばる書店都賀店を開店したのが始まり。その後千葉県内に数店舗を開店し業要を拡大した。1987年3月にカルチュア・コンビニエンス・クラブのFC加盟を契機に複合型書店を千葉県・茨城県に開店していった。平成期に入ってからはショッピングセンター内への出店にも注力していた。出店は千葉県全域を基本とし、本社のある東葛地域中心のドミナント戦略をとっていた。後述する多田屋は、創業地である東総地区および千葉市内を基本としていたため、事実上ブランド名の棲み分けがされていた。ブラス株式会社への合併後は閉店やTSUTAYAへの転換が行われた。

### 多田屋
「株式会社多田屋」本社は初代・2代目法人とも東金市に存在する。1805年（文化2年）に筆・墨を扱う「盛松館・多田屋書肆」を千葉に開業したのがはじまり。かつては東葛地区にも店舗を有していたが、主に東総地区に特化した形となっていたほか、千葉市などにも「多田屋」ブランドの書店が営業していた。
現存する株式会社多田屋（2代）はすばると同じくブラス株式会社の子会社で主に外商事業を行うほか千葉県で3店舗（東金市、千葉市、袖ケ浦市）を営業している。
なお、匝瑳市に本社があった「多田屋株式会社」（前株と後株の違いがある）も「盛松館・多田屋書肆」がそのルーツではあるが、1887年（明治20年）に多田屋書肆の隣に開業した洋品店が、後に書籍販売に展開したものである。そのため、上記のすばるグループの「多田屋」とは別の企業であり、店舗ブランドも「TADAYA」として展開していた。こちらも東総地区を中心に複数店（匝瑳市の国道126号沿い、香取市佐原の国道356号沿い、千葉市のJR東日本稲毛海岸駅前、旭サンモールショッピングセンター）を展開していたが、2015年から翌年にかけて、香取市の店舗は上記の(株)多田屋に譲渡、八日市場国道店と旭サンモール店は閉店、千葉市の店舗は書籍を閉店し、DVDレンタルを他社に譲渡して撤退した。残された八日市場の本店も2022年12月末に閉店となった。
なお、千葉市には「多田屋」「TADAYA」の両方が存在した。千葉テレビ放送で年に1度『八日市場八重垣神社祇園祭』特番などでCM放映していたのはこちらの多田屋である。